# 鸭首马先蒿
鸭首马先蒿（学名：Pedicularis anas）是列当科马先蒿属的植物，是中国的特有植物。分布在中国大陆的四川、甘肃等地，生长于海拔3,000米至4,300米的地区，常生长在高山草地中。

## 变种
- 鸭首马先蒿西藏变种（学名：Pedicularis anas var. tibetica）为玄参科马先蒿属下的一个变种。
- 鸭首马先蒿黄花变种（学名：Pedicularis anas var. xanthantha）为玄参科马先蒿属下的一个变种。